# Nethinius violaceipennis
Nethinius violaceipennis là một loài bọ cánh cứng trong họ Cerambycidae.